# Indoeuropeización
La indoeuropeización es un fenómeno general en los pueblos de la península sin haberse integrado en los circuitos que van creando los centros dominantes en el proceso de historización. Son diferenciaciones que encajan en los procesos culturales y no propiamente en las distinciones étnicas de base.
Cuando se hace alusión a pueblos indoeuropeos, conocidos por datos escasos y difíciles de precisar, cuyo prototipo sería el de los ligures, en realidad se está queriendo decir que determinadas comunidades, ya en periodo histórico, aunque fuera durante una etapa muy breve dentro de él, se conservaban todavía sus peculiaridades sin haberse indoeuropeizado.
El proceso de integración de la península no fue homogéneo y en ello se basa precisamente la complejidad del desarrollo histórico desde la Prehistoria hasta la unificación peninsular. Ahora bien, más que pueblos indoeuropeos, hay que referirse a la historia de comunidades con rasgos culturales que se conservan desde la situación previa a la presencia de influencias indoeuropeas.
De otro lado, si la difusión lingüística no representa necesariamente la identificación con grupos étnicos y, si el hecho de que unas zonas se hayan indoeuropeizado y otras no, no significa por fuerza que haya que establecer entre sus habitantes distinciones de tipo étnico, en este plano también el dato arqueológico, con más motiva, resulta cada vez más impropio para establecer identificaciones étnicas. Sin duda, puede ser significativo de que se extiendan o no, a partir de un punto determinado, ciertas prácticas funerarias o formas de instrumentos líticos o métodos de fabricación de cerámica o de objetos metálicos, pero ya es más difícil identificar una forma cerámica o un tipo de enterramiento de un pueblo.
Sin embargo, existen datos arqueológicos que, por su relevancia, o por haber servido como argumento para la identificación de determinados datos históricos procedentes de otras fuentes, merece la pena que se tengan en cuenta dado que el no aceptar la identificación mecánica no quiere decir que la huella arqueológica no represente, de una manera menos simple, un elemento objetivamente significativo de lo que ha ocurrido en el campo de las transformaciones históricas, en la idea de que tales transformaciones no están constituidas solo por movimientos de colectividades, sino, antes bien, de una manera que reviste mayor importancia, por cambios que afectan al interior mismo de las comunidades, debidos a condiciones internas o externas, a dinámicas resultantes de los propios enfrentamientos o al efecto de contactos con otras comunidades, en planos específicos o bélicos, en situación de paridad evolutiva o de superioridad o inferioridad, cultural o material, numérica o instrumental.

## Indoeuropeización en Italia
En las islas, Córcega, Cerdeña y Sicilia, existen también grupos de población que, en época histórica, conservaban sus rasgos previos, en condiciones de relativa falta de contactos.